# Povídání o pejskovi a kočičce (filmová série)
Povídání o pejskovi a kočičce je československá animovaná filmová série barevných krátkých filmů z roku 1950 (dnes označována jakožto televizní seriál).
Literární námět, doprovodné mluvené slovo i grafická předloha tohoto audiovizuálního díla vychází
z původní knižní předlohy Povídání o pejskovi a kočičce Josefa Čapka z roku 1929.
Bylo natočeno celkem 6 krátkých filmů o délce 8 až 16 minut.
Režii snímku měl Eduard Hofman, mluvené slovo zajistil Karel Höger. Hudbu složil Jan Rychlík, vedoucím výtvarníkem a animátorem byl Josef Kábrt.

## Seznam dílů
1. Jak pejsek s kočičkou myli podlahu (1. ledna 1950)
2. Jak si pejsek roztrhl kalhoty (1. ledna 1951)
3. O pyšné noční košilce (1. ledna 1951)
4. Jak si pejsek s kočičkou dělali dort (1. ledna 1951)
5. O panence, která tence plakala (1. ledna 1951)
6. Jak pejsek s kočičkou psali psaní (1. ledna 1951)

## Tvůrčí štáb
- Texty a ilustrace: Josef Čapek
- Pro film upravil: Eduard Hofman
- Hudbu složil: Jan Rychlík
- Nahrál: Filmový symfonický orchestr a Dětský Sbor Prof. Kulínského
- Řídil: Milivoj Uzelac
- Triková kamera: Vladislav Hofman a Ivan Masník
- Kamera: Josef Střecha
- Vypráví: Karel Höger a Evelyna Paulová
- V úloze Alenky: Blanka Radová
- Animátoři: Josef Kábrt, Zdeněk Smetana, Karel Štrebl, Božena Možíšová, Jaroslav Doubrava, Vladimír Lehký, Břetislav Dvořák, František Vystrčil, Bohumil Šejda, Ladislav Váňa, Jiří Vokoun, Miloslav Krejčí, Karel Mann
- Střih: Jana Šebestíková
- Zvuk: Milan R. Novotný
- Asistent režie: Josef Kábrt
- Oživení a hra: Božena Možíšová, Josef Hekrdla, Zdeněk Smetana, Ota Kudrnáč, Břetislav Dvořák
- Kreslili: Zdenka Skřípková, Věra Kudrnová, Adolf Hamrlík
- Spolupracovali: Ivan Skála, Rudolf Holan
- Spolupracoval: Kolektiv Kresleného a Dětského Filmu
- Vedení štábu: Jan Hejl a Jiří Šebestík
- Vedení výroby: Vojen Masník a Jan Klement
- Úprava, scénář a režie: Eduard Hofman